# Ленинградский мост (Вологда)
Ленингра́дский мост — автомобильно-пешеходный путепровод в городе Вологде через железнодорожные пути. Находится на Ленинградской улице, между улицами Гончарной и Кирова, с моста имеется отворотка на улицу Чехова. Строительство моста было начато в 1970 году, сдан в эксплуатацию в 1975 году.
В 2007 году был произведён капитальный ремонт моста. Работы велись два месяца, мост был открыт 25 сентября.
В будущем для разгрузки моста планируется строительство развязки.